# Lovre Kalinić
Lovre Kalinić (Split, 3 april 1990) is een Kroatisch voetballer die als doelman speelt. Hij verruilde in januari 2019 KAA Gent  voor Aston Villa. Kalinić debuteerde in 2014 in het Kroatisch voetbalelftal.

## Clubcarrière

### Hajduk Split
Kalinić komt uit de jeugdopleiding van HNK Hajduk Split. Hij werd uitgeleend aan Junak Sinj, Novalja en NK Karlovac om ervaring op te doen. Tijdens het seizoen 2013/14 dwong hij een basisplaats af onder coach Igor Tudor. In de play-off ronde van de UEFA Europa League kreeg HNK Hajduk Split de voetbalclub Dnipro Dnipropetrovsk als tegenstander. In de eerste wedstrijd op 20 augustus hield de jonge Kroaat achttien schoten tegen. Ondanks het verlies van de Kroaten kreeg Kalinić complimenten voor zijn verdiensten in de wedstrijd van onder andere de coach van de tegenstander, Myron Markevych, die verklaarde dat Kalinić het verdient om in het nationale elftal te zitten. Daarnaast werd de doelman dezelfde dag vóór de wedstrijd voor het eerst weer sinds eind 2013 geselecteerd door de Kroatische bondscoach voor de start van de EK-kwalificaties. Nadat zijn transfer naar het Engelse Aston Villa verviel aan het begin van 2016, werd Kalinić de nieuwe aanvoerder van Hajduk Split.

### KAA Gent
Eind 2016 tekende hij een contract voor vier en een half seizoen bij KAA Gent. De transfersom bedroeg 3 miljoen euro, wat hem meteen de duurste inkomende transfer ooit voor de Gentenaars maakte. Hij debuteerde er in de thuiswedstrijd tegen Sporting Charleroi op 20 januari 2017, die met 1-0 gewonnen werd. Op het einde van dat seizoen won hij de Jean-Claude Bouvy-Trofee, de supporterstrofee van KAA Gent. Kalinić zou uiteindelijk twee jaar bij KAA Gent blijven. Hij speelde er in totaal 79 officiële wedstrijden en hield 29 keer de nul.

### Aston Villa
Eind 2018 werd bekendgemaakt dat Kalinić vanaf januari 2019 zou uitkomen voor Aston Villa. Hij tekende er een contract tot medio 2023. Aston Villa promoveerde datzelfde seizoen nog naar de Premier League. Kalinic maakte nog nooit minuten op het hoogste Engelse niveau. In het seizoen 2019/20 werd Kalinic dan ook verhuurd aan Toulouse FC, echter moest hij na een bovenbeenblessure vroegtijdig terugkeren. Tijdens het seizoen 2020/21 werd Kalinic verhuurd aan jeugdliefde Hajduk Split. Hier maakte hij het seizoen dan ook af.

## Clubstatistieken
| Seizoen         | Club            | Land              | Competitie      | Competitie | Competitie | Beker | Beker | Andere | Andere | Internationaal | Internationaal | Totaal | Totaal |
| Seizoen         | Club            | Land              | Competitie      | Wed.       | Dlp.       | Wed.  | Dlp.  | Wed.   | Dlp.   | Wed.           | Dlp.           | Wed.   | Dlp.   |
| --------------- | --------------- | ----------------- | --------------- | ---------- | ---------- | ----- | ----- | ------ | ------ | -------------- | -------------- | ------ | ------ |
| 2008/09         | Hajduk Split    | Vlag van Kroatië  | 1. HNL          | 0          | 0          | 0     | 0     | 0      | 0      | 0              | 0              | 0      | 0      |
| 2008/09         | → NK Junak Sinj | Vlag van Kroatië  | 3. HNL          | 4          | 0          | 0     | 0     | 0      | 0      | 0              | 0              | 4      | 0      |
| 2009/10         | → NK Novalja    | Vlag van Kroatië  | 3. HNL          | 23         | 0          | 0     | 0     | 0      | 0      | 0              | 0              | 23     | 0      |
| 2010/11         | Hajduk Split    | Vlag van Kroatië  | 1. HNL          | 1          | 0          | 0     | 0     | 0      | 0      | 0              | 0              | 1      | 0      |
| 2011/12         | Hajduk Split    | Vlag van Kroatië  | 1. HNL          | 1          | 0          | 0     | 0     | 0      | 0      | 0              | 0              | 1      | 0      |
| 2011/12         | → NK Karlovac   | Vlag van Kroatië  | 1. HNL          | 11         | 0          | 0     | 0     | 0      | 0      | 0              | 0              | 11     | 0      |
| 2012/13         | Hajduk Split    | Vlag van Kroatië  | 1. HNL          | 4          | 0          | 0     | 0     | 0      | 0      | 0              | 0              | 4      | 0      |
| 2013/14         | Hajduk Split    | Vlag van Kroatië  | 1. HNL          | 24         | 0          | 1     | 0     | 0      | 0      | 4              | 0              | 29     | 0      |
| 2014/15         | Hajduk Split    | Vlag van Kroatië  | 1. HNL          | 28         | 0          | 5     | 0     | 0      | 0      | 3              | 0              | 36     | 0      |
| 2015/16         | Hajduk Split    | Vlag van Kroatië  | 1. HNL          | 31         | 0          | 2     | 0     | 0      | 0      | 8              | 0              | 41     | 0      |
| 2016/17         | Hajduk Split    | Vlag van Kroatië  | 1. HNL          | 13         | 0          | 1     | 0     | 0      | 0      | 4              | 0              | 18     | 0      |
| 2016/17         | KAA Gent        | Vlag van België   | Eerste klasse A | 19         | 0          | 0     | 0     | 0      | 0      | 4              | 0              | 23     | 0      |
| 2017/18         | KAA Gent        | Vlag van België   | Eerste klasse A | 35         | 0          | 2     | 0     | 0      | 0      | 1              | 0              | 38     | 0      |
| 2018/19         | KAA Gent        | Vlag van België   | Eerste klasse A | 14         | 0          | 1     | 0     | 0      | 0      | 3              | 0              | 18     | 0      |
| 2018/19         | Aston Villa     | Vlag van Engeland | Championship    | 7          | 0          | 1     | 0     | 0      | 0      | 0              | 0              | 8      | 0      |
| 2019/20         | Aston Villa     | Engeland          | Premier League  | 0          | 0          | 0     | 0     | 0      | 0      | 0              | 0              | 0      | 0      |
| 2019/20         | Toulouse FC     | Frankrijk         | Ligue 1         | 4          | 0          | 0     | 0     | 0      | 0      | 0              | 0              | 4      | 0      |
| 2020/21         | Aston Villa     | Vlag van Engeland | Premier League  | 0          | 0          | 0     | 0     | 0      | 0      | 0              | 0              | 0      | 0      |
| 2020/21         | Hajduk Split    | Vlag van Kroatië  | 1. HNL          | 21         | 0          | 1     | 0     | 0      | 0      | 0              | 0              | 22     | 0      |
| Carrière totaal | Carrière totaal | Carrière totaal   | Carrière totaal | 240        | 0          | 14    | 0     | 0      | 0      | 27             | 0              | 281    | 0      |

Bijgewerkt t.e.m. 21 mei 2019.

## Interlandcarrière
Kalinić kwam reeds uit voor diverse Kroatische nationale jeugdselecties. Hij behaalde zes caps voor Kroatië –21. Kalinić werd voor het eerst opgeroepen voor het Kroatisch voetbalelftal eind oktober 2013 door bondscoach Niko Kovač, in de play-off wedstrijden voor het wereldkampioenschap in 2014 tegen IJsland. Kalinić kwam in deze duels niet in actie.

### EK 2016
Voor het eerst sinds de play-offs voor het wereldkampioenschap werd Kalinić opgeroepen door de bondscoach in augustus 2014 voor de vriendschappelijke wedstrijd tegen Cyprus en de start van de EK-kwalificatie cyclus begin september 2014. Kalinić debuteerde vervolgens in de vriendschappelijk wedstrijd tegen Argentinië op 12 november 2014, net als Ivan Vargić (HNK Rijeka), Marin Leovac (HNK Rijeka), Marko Lešković (HNK Rijeka), Matej Mitrović (HNK Rijeka), Mato Jajalo (HNK Rijeka), Ivan Tomečak (HNK Rijeka), Domagoj Antolić (Dinamo Zagreb) en Marko Rog (RNK Split). Hij werd opgeroepen in mei 2015 door de Kroatische bondscoach voor de vriendschappelijke wedstrijd tegen Gibraltar en de EK-kwalificatiewedstrijd tegen Italië op respectievelijk 7 juni en 12 juni 2015. Hij kwam in deze wedstrijden niet in actie. In de gehele EK-kwalificatiereeks werd de Kroatische doelman niet ingezet door de bondscoach.
Een jaar later kreeg Kalinić opnieuw een plekje onder de lat, nadat Danijel Subašić moest afhaken wegens een blessure. Kalinić incasseerde de eerste goal van de wedstrijd tegen de Russen in het Olimp-2, maar uiteindelijk wonnen de Kroaten met 1-3 in november 2015. Kalinić maakte ook deel uit van de definitieve selectie van Kroatië voor het Europees kampioenschap in Frankrijk. Kroatië werd op 26 juni in de achtste finale tegen Portugal uitgeschakeld na een doelpunt van Ricardo Quaresma in de verlenging. Ook op het EK 2020, gespeeld in 2021, maakte Kalinic onderdeel uit van de selectie. Tot minuten kwam het echter niet voor de doelman.

## Interlandstatistieken
| №                                       | Datum                           | Wedstrijd                       | Uitslag                         | Competitie                      | Goals                           |
| Als speler van HNK Hajduk Split         | Als speler van HNK Hajduk Split | Als speler van HNK Hajduk Split | Als speler van HNK Hajduk Split | Als speler van HNK Hajduk Split | Als speler van HNK Hajduk Split |
| --------------------------------------- | ------------------------------- | ------------------------------- | ------------------------------- | ------------------------------- | ------------------------------- |
| 1.                                      | 12 november 2014                | Argentinië – Kroatië            | 2 – 1                           | Vriendschappelijk               | 0                               |
| 2.                                      | 17 november 2015                | Rusland – Kroatië               | 1 – 3                           | Vriendschappelijk               | 0                               |
| 3.                                      | 23 maart 2016                   | Kroatië – Israël                | 2 – 0                           | Vriendschappelijk               | 0                               |
| 4.                                      | 26 maart 2016                   | Hongarije – Kroatië             | 1 – 1                           | Vriendschappelijk               | 0                               |
| 5.                                      | 5 september 2016                | Kroatië – Turkije               | 1 – 1                           | Kwalificatie WK 2018            | 0                               |
| 6.                                      | 15 november 2016                | Noord-Ierland – Kroatië         | 0 – 3                           | Vriendschappelijk               | 0                               |
| Totaal                                  | Totaal                          | Totaal                          | Totaal                          | Totaal                          | 0                               |
| Bijgewerkt tot en met 15 november 2016. |                                 |                                 |                                 |                                 |                                 |

## Erelijst
| Competitie                  | Winnaar | Winnaar | Runner-up | Runner-up | Derde   | Derde   |
| Competitie                  | Aantal  | Jaren   | Aantal    | Jaren     | Aantal  | Jaren   |
| Kroatië                     | Kroatië | Kroatië | Kroatië   | Kroatië   | Kroatië | Kroatië |
| --------------------------- | ------- | ------- | --------- | --------- | ------- | ------- |
| Wereldkampioenschap voetbal |         |         | 1x        | 2018      |         |         |

| Competitie                          | Aantal | Jaren      |
| ----------------------------------- | ------ | ---------- |
| Keeper van het Jaar                 | 2x     | 2017, 2018 |
| Keeper van het Jaar (Gouden schoen) | 2x     | 2017, 2018 |
| Jean-Claude Bouvy-trofee            | 1x     | 2017/18    |